# Lista de deputados do Império do Brasil da 2.ª legislatura
Esta é a lista de deputados do Império do Brasil da 2.ª legislatura do Congresso Nacional. Inclui-se o nome civil dos parlamentares, o partido ao qual eram filiados na data da posse e a quantidade de votos que receberam para sua eleição, sua unidade federativa de origem, bem como outras informações. Esta legislatura da Câmara dos Deputados durou de 1830 a 1833, nos termos da Constituição Imperial de 1824.

## Presidência da Câmara de Deputados na 2.ª Legislatura
| Nº                            | Nome do deputado               | Imagem | Período                                            | Província de origem |  | Partido             |
| Primeiro Reinado (1822-1831)  |                                |        |                                                    |                     |  |                     |
| 7                             | José da Costa Carvalho         |        | 4 de maio de 1830 a 3 de julho de 1830 (60 dias)   | Bahia               |  | Partido Conservador |
| 8                             | José Ribeiro Soares da Rocha   |        | 3 de julho de 1830 a 3 de agosto de 1830 (31 dias) | Bahia               |  | Partido Federalista |
| 9                             | José da Costa Carvalho         |        | 1° de agosto de 1830 - 20 de abril de 1831         | Bahia               |  | Partido Conservador |
| Período Regencial (1831-1840) |                                |        |                                                    |                     |  |                     |
| —                             | José da Costa Carvalho         |        | 20 de abril de 1831 - 4 de maio de 1831            | Bahia               |  | Partido Conservador |
| 10                            | Martim Ribeiro de Andrada      |        | 4 de maio - 11 de julho de 1831                    | Minas Gerais        |  | Partido Conservador |
| 11                            | José Martiniano de Alencar     |        | 11 de julho de 1831 - 16 de maio de 1832           | Ceará               |  | Partido Democrático |
| 12                            | Antônio Paulino Limpo de Abreu |        | 16 de maio de 1832 - 2 de maio de 1834             | Minas Gerais        |  | Partido Conservador |

## Lista de Parlamentares por Províncias[4]
| Os 100 Deputados da 2ª Legislatura                              | Informações disponíveis |
| Província das Alagôas (5)                                       | Província das Alagôas (5) |
| --------------------------------------------------------------- | --- |
| Francisco José Coelho Neto                                      | Bacharel |
| Joaquim Mariano de Oliveira Bello                               | Coronel |
| Tiburcio Valeriano da Silva Tavares                             | Magistrado. Foi substituído nas Sessões Legislativas de 1832 e 1833 pelo Deputado Padre Ignacio Joaquim da Costa. |
| Floriano Vieira da Costa Delgado Perdigão                       | |
| Francisco José Corrêa de Albuquerque                            | Padre da Igreja Católica |
| Província da Bahia (13)                                         | |
| Antonio Ferreira França                                         | Médico. Deputado reeleito. |
| José Lino Coutinho                                              | Deputado reeleito. Médico. Foi eleito deputado pela Província da Bahia para as Cortes de Lisboa (1821-1822). Foi deputado geral do Brasil nas três primeiras legislaturas. Ex-Presidente do Rio de Janeiro.                                                                                            |
| Honorato José de Barros Paim                                    | Magistrado. Foi substituído em algumas sessões de 1832 e 1833 pelo Conselheiro José Bonifácio de Andrada e Silva. |
| Manoel Alves Branco                                             | Tornou-se Visconde de Caravelas e Senador do Império |
| Miguel Calmon du Pin e Almeida                                  | Deputado reeleito. Tornou-se Marquês de Abrantes e Senador do Império. Na sessão legislativa de 1831, foi substituído por Francisco Gê Acayaba de Montezuma (futuro Visconde de Jequitinhonha). |
| Francisco de Paula Araujo e Almeida                             | |
| José Carlos Pereira de Almeida Torres                           | Tornou-se Visconde de Macaé e Senador do Império. Na primeira legislatura, foi deputado por Minas Gerais. |
| Manoel Maria do Amaral                                          | |
| Cassiano Speridião de Mello Mattos                              | Magistrado. Tornou-se Senador do Império. |
| Antonio Pereira Rebouças                                        | Advogado |
| José Ribeiro Soares da Rocha                                    | Deputado reeleito. Padre da Igreja Católica. |
| José da Costa Carvalho                                          | Deputado reeleito. Tornou-se Marquês de Mont'Alegre. Participou da composição da Regência Permanente, sendo substituído pelo Visconde de Jequitinhonha nos anos 1832 e 1833. Tornou-se Senador do Império.                                                                                             |
| Joaquim Francisco Alves Branco Muniz                            | Magistrado |
| Província do Ceará (8)                                          | |
| José Martiniano de Alencar                                      | Padre da Igreja Católica. Foi nomeado Senador do Império em abril de 1832, sendo substituído por Joaquim Ignacio da Costa Miranda em 1832 e pelo deputado Gregório Francisco de Torres Vasconcellos em 1833. Renunciou à Presidência da Câmara dos Deputados para assumir o mandato de Senador.        |
| Manoel do Nascimento Castro e Silva                             | Deputado reeleito. Tornou-se Senador do Império. |
| Antonio de Salles Nunes Belfort                                 | Faleceu antes de tomar posse, sendo substituído por Francisco Joaquim de Souza Campello. |
| Vicente Ferreira de Castro e Silva                              | Era irmão do Deputado Manoel do Nascimento Castro e Silva. |
| José Rebello de Souza Pereira                                   | |
| Manoel Pacheco Pimentel                                         | Padre da Igreja Católica. |
| Francisco de Paula Barros                                       | Padre da Igreja Católica. Na sessão legislativa de 1833, foi substituído por Francisco Alves Pontes. |
| Antonio Joaquim de Moura                                        | Deputado reeleito. |
| Província do Espírito Santo (1)                                 | |
| José Bernardino Baptista Pereira                                | Deputado reeleito. Era Magistrado. |
| Província do Goyaz (2)                                          | |
| Raymundo José da Cunha Mattos                                   | Brigadeiro. Deputado reeleito por Goiás. |
| Caetano Maria Lopes Gama                                        | Deputado reeleito. Na primeira legislatura, era representante de Pernambuco. Tornou-se Visconde de Maranguape e Senador do Império. |
| Província do Maranhão (4)                                       | |
| João Braulio Muniz                                              | Deputado reeleito. Foi membro da Regência Permanente em 1831, sendo substituído nas sessões legislativas de 1832 e 1833 pelo Desembargador Manoel Ignacio Cavalcanti de Lacerda. |
| Antonio Pedro da Costa Ferreira                                 | Tornou-se Barão de Pindaré e Senador do Império. |
| Manoel dos Santos Martins Vallasques                            | Tornou-se Senador do Império. Era magistrado. |
| Manoel Odorico Mendes                                           | Deputado reeleito |
| Província de Mato Grosso (1)                                    | |
| Antonio José da Veiga                                           | Magistrado |
| Província de Minas Gerais (20)                                  | |
| Bernardo Pereira de Vasconcellos                                | Deputado reeleito. Magistrado. Tornou-se Senador do Império. |
| José Custodio Dias                                              | Deputado reeleito. Padre da Igreja Católica. Tornou-se Senador do Império. |
| José Antonio da Silva Maia                                      | Deputado reeleito. Magistrado. Tornou-se Senador do Império. Após ter sido nomeado Ministro do Império, houve nova eleição em janeiro de 1831 e foi escolhido o deputado Gabriel Francisco Junqueira (futuro Barão de Alfenas)                                                                         |
| José Bento Leite Ferreira de Mello                              | Deputado reeleito. Padre da Igreja Católica. Tornou-se Senador do Império. |
| Custodio José Dias                                              | Capitão-mor. Foi substituído em 1833 por Gabriel Mendes dos Santos. |
| Aureliano de Souza e Oliveira Coutinho                          | Tornou-se Visconde de Sepetiba e Senador do Império |
| Antonio Paulino Limpo de Abreu                                  | Deputado reeleito. Tornou-se Visconde de Abaeté e Senador do Império. |
| José Cesario de Miranda Ribeiro                                 | Deputado reeleito. Tornou-se Visconde de Uberaba. Foi Presidente da Câmara dos Deputados. Tornou-se Senador do Império. |
| Manoel Gomes da Fonseca                                         | Deputado reeleito |
| Baptista Caetano de Almeida                                     | |
| João José Lopes Mendes Ribeiro                                  | Deputado reeleito. Era magistrado. |
| Candido José de Araujo Vianna                                   | Deputado reeleito. Tornou-se Visconde de Sapucahy. Tornou-se Senador do Império. |
| Antonio Maria de Moura                                          | Padre |
| Antonio Pinto Chichorro da Gama                                 | Magistrado. Tornou-se Senador do Império. |
| Lucio Soares Teixeira de Gouvêa                                 | Deputado reeleito. Magistrado. Por ter sido nomeado Ministro de Justiça, não assumiu o mandato nesta legislatura. Em nova eleição em 1830, foi eleito o Tenente-Coronel José Feliciano Pinto Coelho da Cunha (futuro Barão de Cocais). Tornou-se Senador do Império.                                   |
| Honorio Hermeto Carneiro Leão                                   | Tornou-se Marquês de Paraná e Senador do Império |
| Martim Francisco Ribeiro de Andrada                             | |
| Bernardo Belisario Soares de Souza                              | Magistrado |
| Evaristo Ferreira da Veiga                                      | Era suplente do Deputado Raymundo José da Cunha Mattos, porém este optou pela Província de Goiás. |
| João Antonio de Lemos                                           | Tornou-se Barão do Rio Verde. Era suplente do Deputado José Martiniano de Alencar, mas este optou pela Província do Ceará. |
| Província do Grão-Pará (3)                                      | |
| Manoel José de Araújo Franco                                    | Bacharel |
| João Candido de Deus e Silva                                    | Bacharel. Deputado reeleito. |
| João Fernandes de Vasconcellos                                  | Bacharel |
| Província da Parahyba do Norte (5)                              | |
| Joaquim Manoel Carneiro da Cunha                                | |
| Augusto Xavier de Carvalho                                      | Deputado reeleito. |
| Antonio da Trindade Antunes Meira                               | Padre. Não chegou a tomar posse. Foi substituído pelo Deputado Francisco de Souza Paraíso. |
| Bernardo Lobo de Souza                                          | |
| Gabriel Getulio Monteiro de Mendonça                            | Deputado reeleito. Na primeira legislatura, era representante do Mato Grosso. |
| Província de Pernambuco (13)                                    | |
| Pedro de Araújo Lima                                            | Deputado reeleito. Tornou-se Marquês de Olinda. Foi Regente do Império. Tornou-se Senador do Império. |
| Ernesto Ferreira França                                         | Magistrado. Filho do também deputado Antônio Ferreira França, eleito pela Bahia. |
| Antonio Francisco de Paula e Hollanda Cavalcanti de Albuquerque | Deputado reeleito. Tornou-se Visconde de Albuquerque e Senador do Império |
| Luiz Francisco de Paula Cavalcanti de Albuquerque               | Deputado reeleito. Era magistrado. |
| Francisco de Paula de Almeida e Albuquerque                     | Deputado reeleito. Tornou-se Senador do Império |
| Francisco de Carvalho Paes de Andrade                           | Foi substituído nas Sessões Legislativas de 1832 e 1833 pelo Padre Luiz Ignacio de Andrade Lima. |
| Gervásio Pires Ferreira                                         | Filho do ex-deputado Domingos Pires Ferreira. |
| Sebastião do Rego Barros                                        | Militar |
| Venancio Henriques de Resende                                   | Padre |
| Francisco do Rego Barros                                        | Tornou-se Conde da Boa Vista e Senador do Império. |
| Francisco Xavier Pereira de Brito                               | Doutor. Foi substituído em 1832 pelo Deputado Pedro Francisco de Paula Cavalcanti de Albuquerque (futuro Visconde de Camaragibe). |
| Ignacio de Almeida Fortuna                                      | Padre |
| Manoel Zeferino dos Santos                                      | Foi substituído em 1832 pelo Deputado Antonio de Araujo Ferreira Jacobina; e substituído em 1833 pelo Deputado Padre Manoel Ignacio de Carvalho. |
| Província do Piauhy (1)                                         | |
| Marcos de Araújo Costa                                          | Padre da Igreja Católica. Era suplente do deputado Antonio Fernandes da Silveira, mas este optou pela Província do Sergipe. Nas sessões legislativas de 1832 e 1833 foi substituído pelo Padre José Monteiro de Sá Palácio.                                                                            |
| Província do Rio de Janeiro (8)                                 | |
| Antonio José do Amaral                                          | Major |
| Antonio João de Lessa                                           | Padre da Igreja Católica. |
| João Mendes Vianna                                              | Faleceu em 1830, sendo substituído por Luiz Augusto May, ex-deputado por Minas Gerais. |
| José Maria Pinto Peixoto                                        | Brigadeiro |
| José Clemente Pereira                                           | Deputado reeleito. Era Magistrado. Tornou-se Senador do Império. |
| José Joaquim Vieira Souto                                       | Major |
| Joaquim Gonçalves Ledo                                          | Deputado reeleito |
| Antônio de Castro Alves                                         | Brigadeiro. Era suplente do Marquês de Caravelas, mas este foi nomeado Senador do Império em abril de 1826. Depois de falecer no exercício do mandato, foi substituído nas sessões de 1827 a 1829 pelo Deputado Bernardo Carneiro Pinto de Almeida. Foi o Primeiro Presidente da Câmara dos Deputados. |
| Província do Rio Grande do Norte (1)                            | |
| José Paulino de Almeida e Albuquerque                           | Após falecer precocemente, foi substituído pelo Padre Francisco de Brito Guerra. |
| Província de Santa Catarina (1)                                 | |
| Diogo Duarte Silva                                              | Deputado reeleito pela mesma Província |
| Província de São Paulo (9)                                      | |
| Francisco de Paula Souza e Mello                                | Deputado reeleito. Tornou-se Senador do Império. |
| Diogo Antônio Feijó                                             | Deputado reeleito. Padre da Igreja Católica. Foi Regente do Império. |
| Raphael Tobias de Aguiar                                        | Brigadeiro. Foi substituído nas sessões de 1832 e 1833 pelo Padre Valério de Alvarenga Ferreira. |
| José Corrêa Pacheco e Silva                                     | Deputado reeleito. Era magistrado. |
| Manoel Joaquim de Ornelas                                       | Deputado reeleito. Era bacharel. |
| Antonio Paes de Barros                                          | Tornou-se Barão de Piracicaba |
| Lourenço Pinto de Sá Ribas                                      | |
| Rodrigo Antonio Monteiro de Barros                              | Magistrado |
| Joaquim Floriano de Toledo                                      | Coronel. Era suplente do deputado Marquês de Caravelas, mas este optou pela Bahia. |
| Província de São Pedro do Rio Grande do Sul (3)                 | |
| Joaquim de Oliveira Alvares                                     | Tenente-general. Foi substituído pelo Padre Antonio Pereira Ribeiro. |
| Salvador José Maciel                                            | Brigadeiro |
| Candido Baptista de Oliveira                                    | Tornou-se Senador do Império. Era Bacharel. |
| Província de Sergipe (2)                                        | |
| Antonio Fernandes da Silveira                                   | Sacerdote da Igreja Católica, Monsenhor. |
| Joaquim Marcelino de Britto                                     | Na primeira legislatura, foi deputado pelo Ceará. |

Fonte: Arquivo do Império brasileiro. Annaes do Parlamento Brasileiro. Rio de Janeiro: Typographia de H.J.Pinto, 1878. Disponível em: https://memoria.bn.br/DocReader/docreader.aspx?bib=132489&pasta=ano%20182&pesq=%22poder%20moderador%22&pagfis=4388.